# Kerteminde kommun
Kerteminde kommun är en kommun i Region Syddanmark i Danmark (på nordöstra delen av ön Fyn). Kommunen har fått sitt namn av staden Kerteminde.
Den bildades vid den danska kommunreformen 1970 då nio socknar slogs samman; socknarna var: Dalby, Drigstrup, Kerteminde, Kølstrup, Mesinge, Revninge, Rynkeby, Stubberup och Viby.
Vid den danska kommunreformen 2007 blev kommunen sammanslagen med Langeskovs och Munkebo kommuner, med bibehållet namn. Ytan är nu 205,85 km² och antalet invånare 23 524 (2007). Kommunen hade före sammanslagningen 11 011 invånare (2006) och en yta på 143,12 km².

## Socknar
| 1. Stubberups socken 2. Dalby socken 3. Mesinge socken 4. Viby socken 5. Munkebo socken 6. Kerteminde-Drigstrups socken 7. Marslevs socken 8. Kølstrups socken 9. Revninge socken 10. Birkende socken 11. Rynkeby socken 12. Rønninge socken |